# Hilary McPhee
Hilary Jane McPhee (Melbourne, 15 de agosto de 1941) es una escritora y editora australiana.

## Carrera
Fue directora fundadora, con Diana Gribble, de McPhee Gribble Publishers, 1975–89, y presidenta del Consejo de las Artes de Australia y de la Junta de Organizaciones Principales 1994-1997, directora fundadora y editora ocasional del boletín político en línea NewMatilda. Tiene un doctorado honoris causa de la Universidad de Monash, fue la becaria inaugural del vicecanciller de la Universidad de Melbourne y sigue siendo becaria principal de la universidad.

## Reconocimientos
En 2003 recibió la Orden de Australia por su servicio a las Artes.